# Хунфрид II
Хунфрид II (на немски: Hunfrid II, † сл. 846) от род Бурхардинги или Хунфридинги e граф в Истрия от 836 г. и 823 – 824 г. граф в Реция.

## Биография
Той е син на Хунфрид I († сл. 835), първият маркграф на Марка Истрия и графство Реция (в Швабия) и на съпругата му Гитта.
След смъртта на баща му Хунфрид II и брат му Адалберт I си разделят през 836 г. владението му. Хунфрид II управлява в Истрия, а Адалберт I († 8 януари 946) става граф в Реция и Тургау.
Хунфрид II основава манастир в Шенис в Швейцария.